# Reacción de Bosch

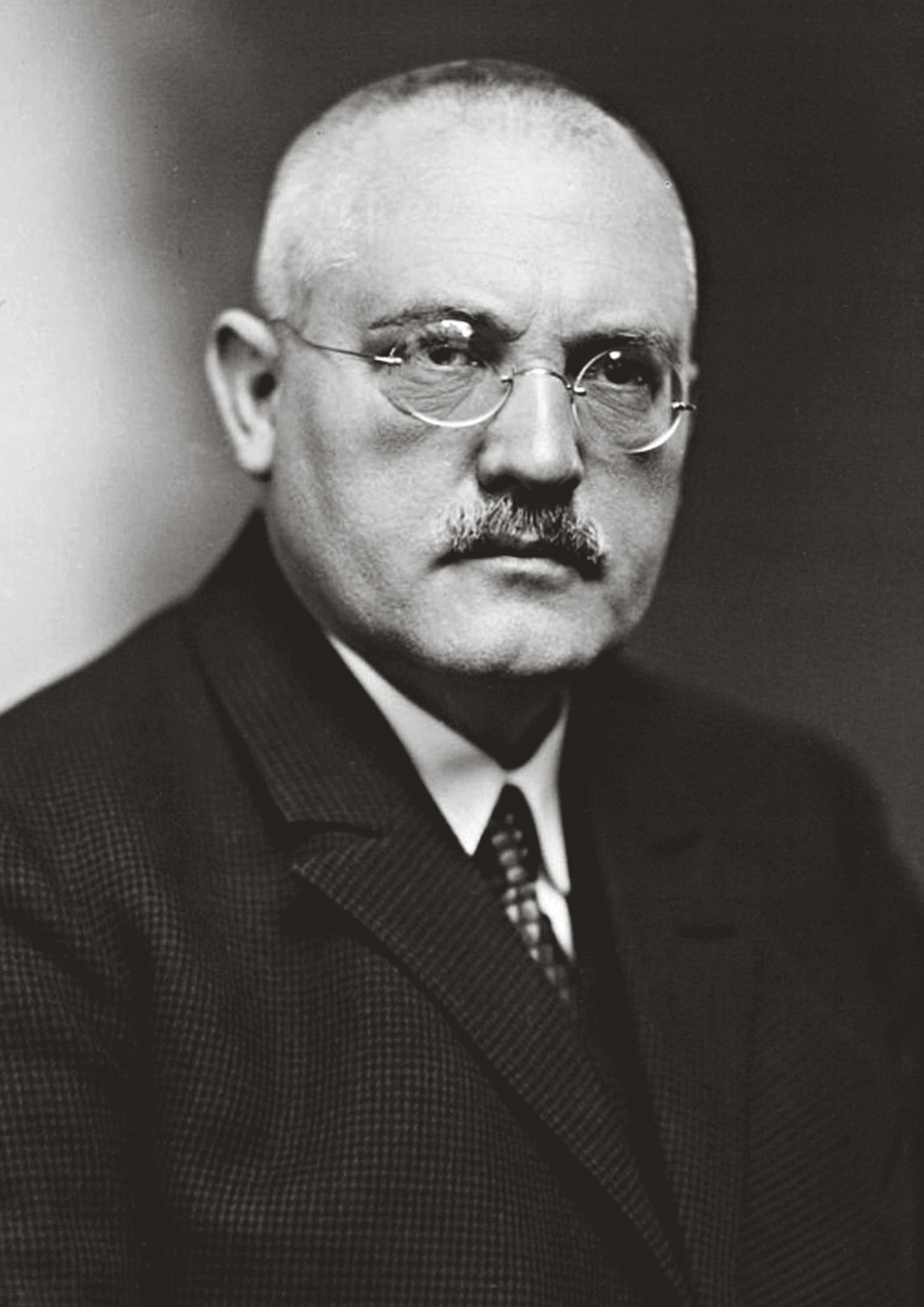
Carl Bosch, químico e ingeniero alemán

La reacción de Bosch es una reacción química entre el dióxido de carbono y el hidrógeno, que produce carbono elemental (grafito) y agua, y devuelve el 10% del calor utilizado. Nombrada en honor del químico alemán Carl Bosch .[cita requerida] Esta reacción requiere la utilización de hierro como catalizador y un nivel de temperatura de 530-730 grados Celsius.
La reacción general es la siguiente:
CO2 (g) + 2 H2(g) → C(s) + 2 H2O(g)
Esta reacción es, en realidad, el resultado de dos reacciones distintas. La primera reacción, la reacción inversa del desplazamiento del gas de agua, es rápida:
CO2 + H2 → CO + H2O
La segunda reacción es el paso limitante de la velocidad :
CO + H2 → C + H2O
La reacción general produce 2.3×103 julios por cada gramo de dióxido de carbono a 650 °C. Las temperaturas de reacción están en el rango de 450 a 600 °C.
La reacción se puede acelerar en presencia de un catalizador de hierro, cobalto o níquel . El rutenio también sirve para acelerar la reacción.

## Aplicaciones
Junto con la reacción de Sabatier, la reacción de Bosch se estudia como una forma de eliminar el dióxido de carbono y generar agua limpia a bordo de las estaciones espaciales . 
La reacción también se utiliza para producir grafito para la datación por radiocarbono en la espectrometría de masas con acelerador.
Se está investigando la reacción de Bosch para su uso en el soporte de vida en estaciones espaciales. Aunque la reacción de Bosch presentaría un ciclo de hidrógeno y oxígeno completamente cerrado que solo produce carbono atómico como desecho, las dificultades para mantener su temperatura más alta requerida y manejar adecuadamente los depósitos de carbono significan que se requerirá mucha más investigación antes de que un reactor de Bosch pueda convertirse en una realidad. Un problema es que la producción de carbono elemental tiende a ensuciar la superficie del catalizador, lo que es perjudicial para la eficiencia de la reacción.